# Ciclooxigenasa
Les ciclooxigenases (COX), també conegudes com prostaglandines H sintases (PGHS) o bé, prostaglandines endoperòxides sintases. Són enzims que intervenen en la catàlisi del punt de no retorn en la biosíntesi de mediadors cel·lulars derivats de l'àcid araquidònic com ara els tromboxans (TX), les prostaglandines (PG) o les prostaciclines (PGI2).
S'han descrit tres ciclooxigenases diferents, les quals es denominen COX-1, COX-2 i COX-3 on les dues primeres són les de major rellevància fisiològica i patològica.

## Ressenya històrica
El terme "prostaglandina" deriva del nom de la glàndula prostàtica (GP). Al 1913, Battez i Boulet van observar que els extractes de glàndula prostàtica produïen baixa pressió arterial en gossos. Al 1930, els ginecòlegs Kurzrock i Lieb per primera vegada observaren que el semen humà podia contreure segments del múscul uterí. Posteriorment, Goldblatt al 1933-1934 i Von Euler al 1936 van descriure substàncies trobades en el líquid seminal amb activitat estimulant del múscul llis uterí i amb efecte vasodepressor en glàndules genitals i semen, i va ser Von Eulerqui va identificar el compost com un àcid liposoluble, i el va anomenar prostaglandina .
Després es van descobrir altres productes fisiològicament actius i d'origen comú a les prostaglandines, com ara el TX, la PGI2 o el leucotriè. Aquestes substàncies es trobaven en el líquid seminal, i es va assumir que eren sintetitzades per la glàndula prostàtica, d'aquí el seu nom.
Al 1959, Bergström i Sjoval van aïllar PGE2 (COX-2) de teixits de vesícula seminal de carner. Al 1964, es va descriure el mecanisme de conversió de l'àcid araquidònic en prostaglandines, i deu anys després es va identificar l'enzim responsable d'aquesta conversió, anomenat ciclooxigenasa (COX), descobert per Hamberg i Samuelsson en els seus estudis en vesícules seminals. Va ser Samuelsson qui va descobrir com se sintetitzen les prostaglandines i el seu metabolisme.
Al 1971, J. R. Vane trobarà que l'àcid acetilsalicílic i els seus derivats poden inhibir la 
síntesi d'aquestes hormones. S'ha establert que les prostaglandines es produeixen de manera endògena en tots els teixits dels animals vertebrats, i fins i tot en organismes que manquen de glàndules prostàtiques. Aquestes molècules posseeixen diversos isòmers que exerceixen múltiples rols en processos fisiològics i patològics, incloent-hi la regulació de la febre, l'algèsia, la resposta inflamatòria, la formació de coàguls o trombosis, l'estimulació de la mitosi cel·lular (mitogènesi), el control de la dilatació i constricció dels vasos sanguinis, i la modulació de l'ovulació, així com la funció renal, entre d'altres.
Per les seva recerca relacionadas amb les prostaglandines, els bioquímics Sune K. Bergström, Bengt I. Samuelsson i J. R. Vane van rebre conjuntament el Premi Nobel en Fisiologia i Medicina de 1982, en reconeixement de les seves grans contribucions al camp científic.

## Prostaglandines
Les prostaglandines i/o hormones lipídiques poden exercir funcions diferents entre les quals es troben actuar com a mediadors cel·lulars en processos inflamatoris, de coagulació o de regulació del flux renal. Són potents mediadors de la inflamació.
Comunament aquest tipus d'hormones són sintetitzades en nombrosos teixits de l'organisme, i són alliberades immediatament després de la seva síntesi, no podent-se acumular en forma soluble ni tampoc en vesícules. Altrament, tot i disposar d'un mecanisme d'acció capaç d'actuar a distàncies curtes podent així desencadenar efectes de forma autocrina o paracrina, a causa de la seva vida mitjana curta i alta potència, aquestes prostaglandines haurien estat denominades hormones lipídiques.
Les prostaglandines se sintetitzen a partir de les COX-1 y COX-2, i de cadenes de 20 àtoms de carboni provinents dels icosanoides. Arran d'aquesta abundància, en presència d'animals mamífers el precursor majoritari de les PG se'n troba constituït per àcid araquidònic el qual es troba esterificat en la posició S2 dels fosfolípids en les membranes cel·lulars i que a la seva mateixa vegada prové de l'àcid linoleic, el qual constitueix un àcid gras essencial que es troba la carn.
Intervenció de les ciclooxigenases en la via de síntesis de les prostaglandines

Comprendre la importància de la via metabòlica de les ciclooxigenases és essencial per a entendre la seva funcionalitat i paper exercit en processos biològics diferents. La via de síntesi de les prostaglandines es desenvolupa de la següent manera: 

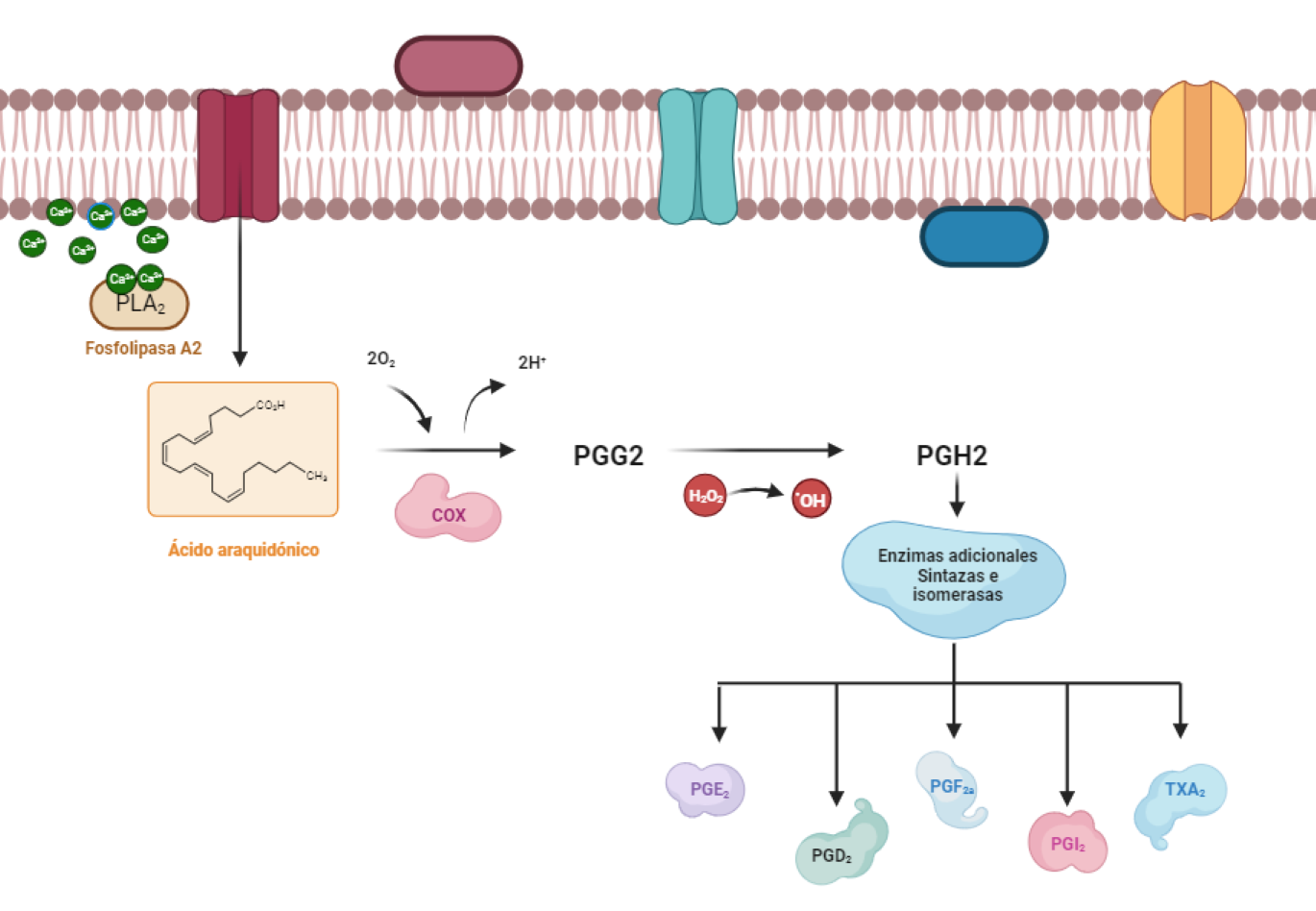
Representació gràfica del procés de biosíntesi de les prostaglandines mitjançant la intervenció de les COX. Cal destacar que aquest procés s'està duent a terme al medi intern de la membrana plasmàtica conegut com a citoplasma/citosol.

1. Oxidació de l'àcid araquidònic: Perquè aquesta reacció sigui possible, cal que es doni l'eliminació de dos àtoms d'hidrogen i l'aportament de dos àtoms d'oxigen. El resultat obtingut és un intermediari anomenat PGG2 (prostaglandina G2).[12]
2. Reducció de l'intermediari: després de la formació de PGG2, una reacció addicional porta a cau la reducció d'un grup peròxid a un grup hidroxil. Consegüentment, té lloc la formació de PGH2 (prostaglandina H2), un precursor comú de prostaglandines diverses.[12]
3. Conversió a prostaglandines: la PGH2 generada per acció d'ambdues ciclooxigenases, pot ser convertida per enzims addicionals en una varietat de prostaglandines, cadascuna de les quals amb les seves pròpies funcions específiques en el cos. Aquestes prostaglandines actuen com a senyals químics que regulen la inflamació, la febre, l'agregació plaquetària i altres processos fisiològics.[12]

El producte final de la reacció depèn de l'acció exercida per cadascuna de les isomerases específiques així com de la seva presència. De la següent manera, malgrat que tots els teixits presenten la capacitat per sintetitzar prostaglandina, la concentració de les mateixes es veu condicionada pel tipus i quantitat de les isomerases individuals.

## Tipus de COX
Els isoenzims són proteïnes genèticament independents i els gens humans per COX-1 i COX-2, es troben expressats en cromosomes diferents. Een conseqüència, mostren propietats diferents.
La ciclooxigensa 1 (COX-1) sol trobar-se en el citoplasma o bé, prop del reticle endoplasmàtic, presenta funcions diverses entre les quals la proliferació de les cèl·lules normals o de les transformades per neoplàsia així com mantenir la producció fisiològica normal de prostaglandines. Altrament, aquesta isoforma s'encarrega de produir prostaglandines en el procés inflamatori una vegada ha estat induïda per endotoxines, citocines i mitògens en les cèl·lules inflamatòries. Es presenta en major freqüència en els teixits del ronyó i tub gastrointestinal i participa activament en la producció de prostaglandines que exerceixen papers diferents quant a processos fisiològics.
La ciclooxigenasa 2 (COX-2) té com a funció mediar els processos inflamatoris així com la senyalització per prostanoides. Comunament aquesta isoforma s'expressa una vegada induïda la resposta inflamatòria i la seva vegada, es troba com a constitutiva en el sistema nerviós central i ronyó. L'expressió de COX-2 resulta provocada per mediadors inflamatoris diferents presents tant en les cèl·lules i els teixits. Cal destacar, que a diferència de la COX-1 aquesta es troba associada a l'embolcall nuclear de les cèl·lules.
Entre aquestes dues isoformes però, caldria considerar una de tercera radicada en el cervell. L'any 2002, Daniel Simmons junt amb el seu grup d'investigació va caracteritzar i clonar un enzim COX en el cervell de gos que a diferència de la COX-1 i la COX-2, era sensible a la inhibició. Aquest enzim, denominat com a COX-3 va ser qualificat com una variant de la COX-1 que en derivava del mateix gen i la qual és produïda mitjançant un emplamament alteratiu del COX-1gen. L'única diferència és la retenció de l'intró 1 del gen COX-1 en COX-3.
Laiclooxigenasa 3 (COX-3) exerceix un paper clau en la biosíntesi de prostanoides, sovint coneguts per la seva importància com a mediadors del dolor i de la febre. D'aquesta manera s'hauria vist que les drogues que bloquegen preferentment la COX-1 també semblarien actuar sobre la COX-3.
Tanmateix, l'existència de la COX-3 a nivell de seqüència de nucleòtids en humans s'ha vist qüestionada per diversos científics, en tant que tan sols s'hauria pogut demostrar en animals animals d'experimentació. Un estudi recent de seqüenciació del gen humà COX-1 va trobar que el primer intró contenia un nucleòtid addicional, en comparació amb el caní COX-3, fet que impedeix la traducció a una proteïna funcional.
Tanmateix, algunes funcions proposades de la COX-3 serien:
- Regulació del dolor: la COX-3 podria estar involucrada en la modulació del dolor al sistema nerviós central la qual podria resultar-ne ser rellevant en el context d'afeccions cròniques doloroses o agudes.
- Control de la febre: la possible existència de la COX-3 en humans podria exercir un paper important en la regulació de la febre, la qual cosa suposaria la seva implicació en el tractament de malalties febrils.

- Possibles aplicacions terapèutiques: en cas que la COX-3 tractés d'una entitat independent amb un paper clar en la regulació del dolor i la febre al cervell, podria donar lloc nous enfocaments terapèutics.

### Característiques de les ciclooxigenases
En general les COX participen en processos fisiològics variats com ara la febre, la sensibilitat al dolor, el balanç electrolític, la resposta inflamatòria, la mucosa gàstrica, l'agregació plaquetària o el manteniment del to vascular. D'altra banda, si bé, les COX porten a terme la catàlisi de la mateixa reacció i presenten moltes semblances estructurals, es troben diferenciades en la seva forma d'expressió i regulació.
La COX-1 s'expressa constitutivament en gairebé tots els teixits i intervé en la mediació de funcions homeostàtiques, entre les quals es troben la protecció de les cèl·lules de las mucosa gàstrica, la regulació del flux sanguini renal i l'agregació de plaquetes. En canvi, en condicions normals la COX-2 resulta indetectable en gairebé tots els teixits, excepte en el cervell, l'aparell productiu masculí, l'epiteli traqueal i en les regions dels ronyons i la seva expressió és ràpidament induïda per estímuls com ara l'acció de citocines proinflamatòries (IL-1b, TNFα), de factors de creixement (PDGF, factor de creixement derivat de plaquetes; LH,: factor de creixement epidèrmic), lipopolisacàrids, mitògens i oncogens (èsters de fòrbol) i trastorns de l'hemostasi de l'electròlit de l'aigua, la qual cosa resulta en una major síntesi de prostaglandines en teixits inflamats i neoplàstics.
La COX-3 i les ciclooxigenases parcials (PCOX) es produeixen a partir del gen que codifica la COX-1 situat en el cromosoma 9. L'única cosa que les diferencia és la retenció d'1 intró en el seu mRNA. En conseqüència, la COX-3 té una capacitat de glicosilació molt semblant a la realitzada per la COX-1 i la COX-2 que produeixen a partir d'àcid araquidònic (AA). De la mateixa manera, la major concentració de la COX-3 es troba a nivell vascular del sistema nerviós central i en regions de l'encèfal com a epitàlem, hipotàlem i hipocamp.
Tant la COX-3 com la COX-1 són proteïnes constitutives, és a dir, que es transcriuen de manera permanent, sense importar les condicions ambientals. En canvi, la COX-2 és induïda.

## Estructures de les COX

### Estructura gènica

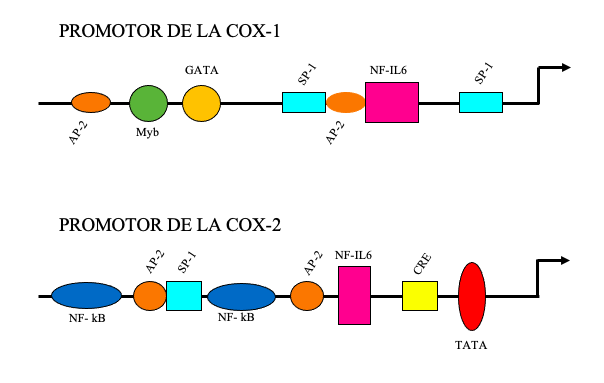
Esquema dels promotors de les COX. Es pot observar l'absència de la caixa TATA en el promotor de la COX-1 present en la COX-2.

El gen de la COX-1 presenta una grandària aproximada a 22 Kb. En els humans es troba en el cromosoma 9q32-*q33.3 i està integrat per un total de 10 introns i 11 exons. El seu ARNm té 2.8 KB i presenta variants poliadenilades de 4.5 i 5.2, respectivament. A la seva mateixa vegada, el gen de COIX-2 pesa al voltant de 8 Kb, es troba en el cromosoma 1q25.2 – 25.3 tant dels humans com de ratolins i està constituït per 9 introns i 10 exons. A diferència del ARNm de la COX-1 però, el de COX-2 presenta una extensió al voltant de 4,5 KB i de 2,8 KB pel que fa a les seves variants poliadenilades. Pel que fa a la COX-3, caldria destacar que malgrat presentar un ARNm idèntic al de la COX-1, aquesta no resulta rellevant humans en tant que l'intró 1 d'aquests presenta un nucleòtid de diferència respecte al presentat pels animals. A motiu d'això, es produeix un canvi de lectura que indueix a la impossibilitat de donar lloc a la proteïna COX-3 en humans.
Comunament, el promotor del gen de COX-1 es troba implicat en els gens que exerceixen funcions de manteniment dels organismes en condicions basals. Les seves característiques són presentar una absència de caixa TATA i CAAT, ser ric en GC i contenir nombrosos llocs tant d'inici de transcripció com SP1. Entre algunes de les característiques del promotor de COX-2 podem trobar que a la seva regió 5' presenta elements reguladors de tipus "cis-activants" a banda de què la transcripció de la COX-2 es troba controlada per metilacions i acetilacions.
Mentre que la vida de l'ARNm de COX-2 se situa entorn de les 5 hores, molt més curta) la de l'ARNm COX-1, que pot superar fins i tot les 24 hores.
Pel que respecta a l'estabilitat de l'ARNm de COX-2, està sotmes a mecanismes diferents entre la presència d'elements rics en adenina-uracil (ARES) en l'extrem 3' de la regió UTR que faciliten la seva degradació així com els miARN (miR-*101a i miR199a) que consisteixen en petites molècules d'ARN de nucleòtids no codificants no obstant que en ser codificades en el genoma cel·lular i unir-se a la regió 3'UTR del ARNm de COX-2 provoquen o bé el seu silenciament translacional o degradació. Un altre determinant en l'estabilitat de la COX-2 es basa en l'existència d'Asn594-*Lys612, una seqüència de 19 aminoàcids, que es troba pròxima a l'extrem C-terminal de la proteïna que implica un lloc extra de glicosilació, no present a la COX-1. D'aquesta manera, el sumatori d'aquest punt de glicosilació respecte als altres tres ja existents en la COX-1 duen a terme un augment de la velocitat de degradació pel proteasoma 26s. De la següent manera, en inserir aquest lloc de 19 aminoàcids en la seqüència de COX-1 aquesta es torna més sensible a la degradació a diferència de l'estabilitat guanyada i augment de la vida mitjana aconseguit en la proteïna si aquest mateix domini fos mutat a COX-2. D'altra banda, hi ha estudis que han permès comprovar que la proteïna COX-2 és més susceptible a ser degradada per poliubiquitinació abans que per inhibidores o disruptors de la degradació per proteasomes.
La COX-1 està àmpliament distribuïda i expressada constitutivament en la majoria de teixits on es troba. El gen, Ptgs-1, codifica un ARNm de 2,8 kb, que és relativament estable. En canvi, el gen per COX-2, Ptgs-2, és un gen primerenc immediat que és activat per una àmplia varietat d'estímuls inflamatoris proliferatius, i el 4 kb COX-2 mRNA es molt inestable. La diferència en el patró d'expressió gènica proporciona una explicació òbvia de l'existència de les dues isoformes de COX, suggerint que COX-1 proporciona prostaglandines que són necessàries per a funcions homeostàtiques, com ara la ciprotecció gàstrica oi l'hemostasi, mentre que COX-2 té el paper predominant en la formació de prostaglandines durant estats fisiopatològics, com ara la inflamació o la tumorigènesi. Aquesta “hipòtesi COX-2” va impulsar el ràpid desenvolupament d'inhibidors selectius de COX-2, que es va pronosticar que tenien activitat antiinflamatoria sense els efectes secundaris gastrointestinals.

### Estructura proteica
Els isoenzims de les COX són enzims units a la membrana en el reticle endoplasmàtic. L'estructura tridimensional de l'ovina de la COX-1 va ser informada per primera vegada l'any 1994 seguida ràpidament de les estructures cristal·lines de la COX-2 humana i mureïna.
Les COX-1 i COX-2 són homodímers de 576 i 581 aminoàcids, respectivament. Tots dos enzims contenen tres oligosacàrids de manosa alta, un dels quals facilita el plegament de les proteïnes. Un quart oligosacàrid, present només a COX-2, regula la seva degradació.
Les COX són proteïnes homodimèriques que intentan crear espècies monomèriques que només han donat enzims inactius. El pes molecular dels quals oscil·la entre 74kDa, segons l'estat en el qual estiguin glicosiladas, localitzades en el reticle endoplasmàtic i a la regió perinuclear (embolcall que envolta el nucli). Les estructures cristal·lines de les isoformes de les COX són estructuralment bastant homòlogues i coherents amb una identitat d'alta seqüència cap al 60%. Fet que fa que les estructures generals de la COX-1 i la COX-2 estiguin molt conservades.
El monòmer de COX consta de 4 dominis estructurals diferents, però funcionalment i estructuralment interconnectats:
1. Domini pèptid senyal: s'encarrega d'orientar a la proteïna a la seva localització final. En el cas de la ciclooxigenasa-1 la longitud dels aminoàcids varia entre 22 i 26, conformades per un nucli altament hidrofòbic d'entre quatre o més leucines o isoleucines. Mentre que la COX-2 es troba conformada per 17 aminoàcids i el seu nucli és menys hidrofòbic.[19]
2. Domini de dimerització (del tipus EGF): conformat per 50 aminoàcids de longitud i permet la creació de ponts disulfur, ponts salins i interaccions hidrofòbiques.[19]
3. Domini d'unió a membrana (domini MBD): conformat per 48 aminoàcids de longitud. Conté quatre hèlixs del tipus amfipàtiques les quals permeten la unió de la proteïna a la cara luminal de la bicapa lipídica.[19]
4. Domini catalític (domini globular-catalític-extrem carboxil terminal): constitueix el 80 per cent de la proteïna. Conté dos llocs de catàlisi, un amb activitat peroxidasa (que conté el cofactor hemo) i un altre amb activitat ciclooxigenasa (que acomoda el substrat o els inhibidors). Tots dos llocs catalítics es troben separats físicament i funcionalment.[19]

El centre actiu de la ciclooxiginesa és creat per un llarg canal hidròfob que conforma el centre d'unió dels fàrmacs antiinflamatoris no esteroidals el qual s'estén des del domini d'unió a membrana fins al nucli del domini catalític. D'aquesta manera, el centre d'unió de l'araquidonat es troba a la meitat superior del canal, des d'Arg-120 fins a aproximadament Tyr-385. Mentre que a Ser-530, situat al centre del canal, es troba el lloc d'acetilació per aspirina. Tres diferències d'aminoàcids donen com a resultat altre canal més gran 

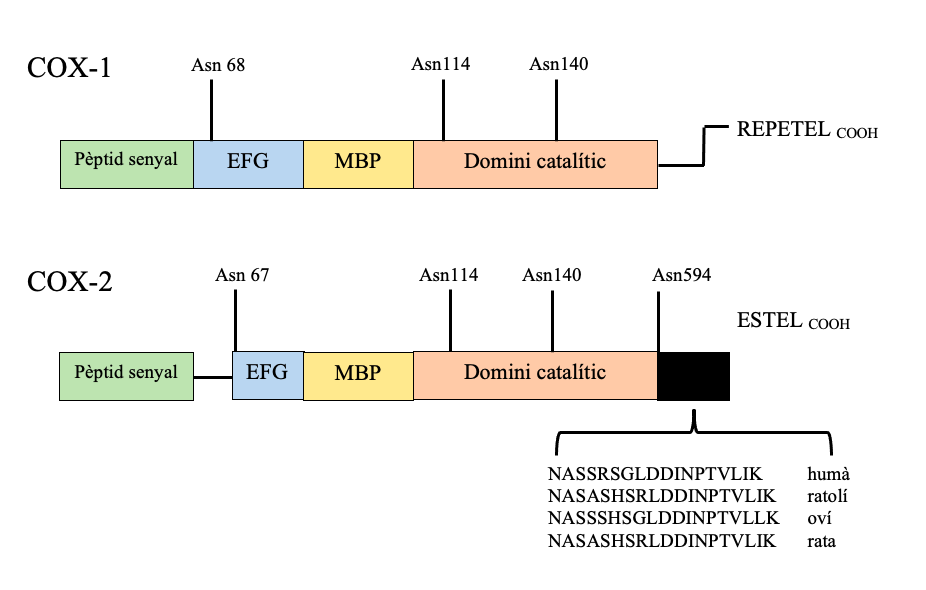
Comparació dels dominis funcionals de la COX-1 i la COX-2. S'ha assignat un color diferent a cadascun dels dominis comuns entre les dues variants de COX. Es mostra la seqüència d'un motiu de l'extrem C-terminal de la COX-2 de diverses espècies que contenen un lloc de glicosilació no present en la COX 1.

(aproximadament un 20 per cent) i accessible en la COX-2. L'intercanvi d'una valina en posició 523 en la COX-2 per un residu d'isoleucina (Ile) relativament voluminós en la COX-1, causa una modificació estructural entre ambdues isoformes. Mentre que en l'enzim COX-2 aquesta modificació permet l'accés a una butxaca lateral necessària per a la selectivitat de fàrmacs COX-2, en cas de l'enzim COX-1 la presència d'isoleucina dona lloc a una restricció d'aquesta mateixa butxaca. A més a més, l'intercanvi d'Ile 434 per una valina en la COX-2 permet que un residu veí, la fenilamina-518 (Phe-518) es desplaci fora del camí, augmentant així l'accés a la cavitat lateral.
Una altra diferència essencial d'aminoàcids entre ambdues isoformes, que no altera la forma del centre d'unió de les drogues sinó que canvia el seu entorn químic, és que dins la butxaca lateral de la COX-2 hi ha una arginina en lloc de la histidina-513 (His-513) present en la COX-1 que fa que pugui interaccionar amb les meitats polars. Aquestes diferències entre els centres actius de COX tenen implicacions molt importants pel que fa al perfil de selectivitat dels inhibidors.
Malgrat que ambdues isoformes, COX-1 i COX-3, estant situades en el cromosoma 9, la COX-3 reté 1 intró en el seu mRNA. A motiu d'això, la COX-3 s'orienta a nivell cel·lular cap al reticle plasmàtic i l'embolcall nuclear.
Pel que fa a les característiques enzimàtiques de la COX-1 i la COX-2, ambdues són ben similars. Tant una isoforma com l'altra presenten valors de consum de substrat per unitat de temps per mol de dímer d'aproximadament 3500 així com una Km per àcid araquidònic de 5 μM i altrament per l'O2. En aquest context, la major part dels residus catalítics es troben localitzats en ambdues molècules i les seves estructures són superponibles. Arran d'això, la COX-1 i la COX-2 presenten al voltant del 60% d'identitat pel que fa a la seva estructura primària.

## Inhibidors

### Mecanisme d'actuació
El centre actiu de les ciclooxigenases és una regió de l'enzim on tenen lloc les reaccions químiques responsables de la conversió de l'àcid araquidònic en prostaglandines. D'aquesta manera, les COX són un enzim clau en la síntesi de prostaglandines, els quals exercerceixen un paper important com mediadors químics en el procés inflamatori i en la regulació de diverses funcions fisiològiques.

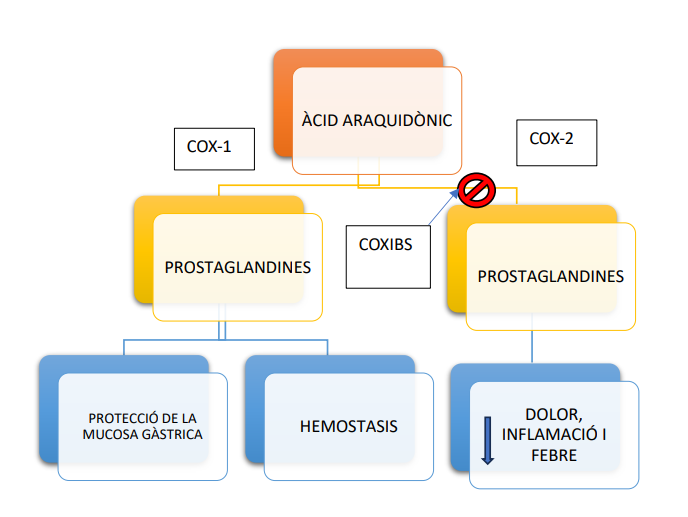
Mecanisme d'acció dels COXIBS, inhibidors de la COX-2, impedint així la síntesi de prostaglandines (PG2), efectes d'aquesta inhibició.

Específicament, la majoria dels antiinflamatoris no esteroïdals, com ara l'ibuprofèn o l'àcid acetilsalicílic (aspirina), s'uneixen al centre actiu de la COX impedint així la unió l'àcid araquidònic, i per tant, el substrat natural de la COX. En conseqüència, té lloc una competició entre inhibidor–substrat que impedeix que aquest últim s'uneixi i es converteixi en prostaglandines.

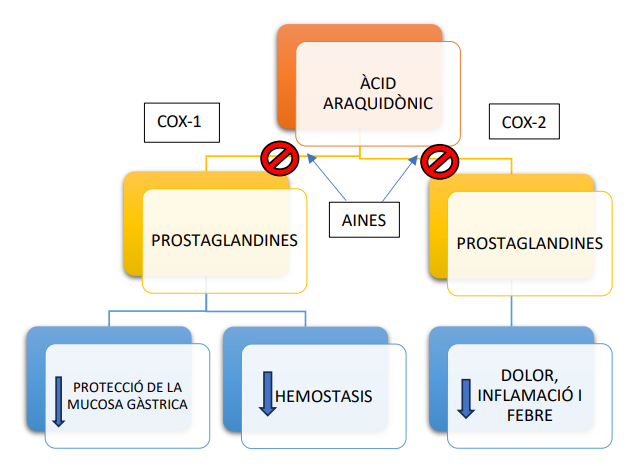
Mecanisme d'acció del AINEs, inhibidors de les COX-1 i COX-2, impedint així la síntesi de prostaglandines, efectes d'aquesta inhibició.

S'han trobat dos llocs actius adjacents però espacialment diferents per les seves activitats de peroxidasa i ciclooxigenasa depenent de l'hem. El centre actiu de la ciclooxigenasa es creat per un canal llarg i hidrofòbic que constitueix el lloc d'unió dels antiinflamatoris no esteroidals. La conformació del motiu d'unió a la membrana suggereix fortament que l'enzim s'integra només en un fullet de la bicapa lipídica i, per tant, tracta d'una proteïna de membrana monotòpica.
Les diferències entre els centres actius de la ciclooxigenasa de la COX-1 i la COX-2 consisteixen en una isoleucina en posició 523 (Iso 523) existent en la COX-1 substituït per una valina a la COX-2. Aquesta substitució crea una butxaca lateral del lloc d'unió actiu de COX-2, no present a la COX-1, i un lloc d'unió una mica més ampli a la COX-2.

### L'activitat dels aniinflamatoris no esteroidals
La inhibició de la COX-1, sense la consegüent inhibició de la funció antiagregatòria plaquetària, és la principal raó per la qual l'aspirina resulta tan efectiva en la reducció d'esdeveniments cardíacs. D'altra banda, s'hauria conclòs que la COX-1 intervindria en la senyalització cel·lular que manté l'homeòstasi en els teixits.
L'ús d'aspirines comporta a una acció inhibitòria cap a totes dues molècules que, no obstant això, a vegades pot implicar un agreujament dels efectes ja presents en l'individu. N'és un exemple el sagnat en l'estómac. De la següent manera, les noves drogues calmants del dolor actuen sobre la COX-2 deixant lliure a la COX-1, proporcionant un alleujament del dolor sense propiciar els efectes secundaris associats a l'ús d'aspirines.
Altres fàrmacs antiinflamatoris no esteroidals, com ara el diclofenac o l'ibuprofèn, també són inhibidors de ben potents en la COX-3. No obstant això, sent molt polars, s'ha demostrat que en concentracions efectives és poc probable que arribin a la COX-3. A més, s'ha vist que la 'inhibició selectiva de la COX-3 amb aminopirina i antipirrina comporta una actuació amb els seus efectes antipirètics i analgèsics en ratolins.
La COX-2 és més susceptible a ser degradada per poliubiquitinació abans que per inhibidors o disruptors de la degradació per proteasomes.

### L'àcid acetilsalicílic
L'àcid acetilsalisílic és l'agent antiagregant més utilitzat i proporciona un efecte inhibidor de la COX-1 ràpid i irreversible amb una durada de set a deu dies. La restauració de la funció plaquetària requereix la renovació de la població de plaquetes suprimides (10-15% de producció de plaquetes noves per dia), per la qual cosa l'hemostàsia en realitat tornarà a la normalitat de dos a tres dies després de suspendre el tractament, depenent de la renovació dels pacients amb recomptes de plaquetes normals.

### El Triflusal
Té un doble mecanisme d'acció. Inhibeix la COX-1 com l'AAS i bloqueja les fosfodiesterases com ara el dipiridamol o el cilostazol. Actua principalment a través de metabòlits amb vides mitjanes llargues, per la qual cosa la durada d'acció és similar a la de l'àcid acetilsalisílic.

## Actuacions de la ciclooxigenasa

### Ciclooxigenasa en la funció renal
La COX-1 és troba en llocs diferents de l'organisme com ara són les arterioles aferents i eferents, els glomèruls i la regió medul·lar i cortical dels conductes col·lectores i s'encarrega d'assegurar el manteniment de les funcions fisiològiques del ronyó a més de dur a terme la regulació hemodinàmica del mateix i la taxa de filtració glomerular. Altrament, aquesta isoforma dona lloc a PGE2 i PGD2, les quals s'encarreguen d'antagonitzar l'acció vasoconstrictora de l'angiotensina (Ang) a més d'inhibir l'alliberament de noradrenalina.
Els prostanoides s'encarreguen de promoure la vasodilatació, amb un consegüent augment de la perfusió de l'òrgan a més d'una redistribució en el flux sanguini des de l'escorça renal fins als nefrons a la regió intramedul·lar. D'altra banda, la PGE2 junt la PGF2a, presenten efectes diürètics i natriurètics, mentre que quan la primera es troba al costat de la PGI2, té capacitat per antagonitzar l'acció de la vasopressina.
A pesar que la COX-2 hagi estat determinada com a patològica, aquesta també pot trobar-se constitutivament en els ronyons. Estudis realitzats en rates COX-2 han aconseguit demostrar que aquesta isoforma pot exercir un paper fonamental en el desenvolupament dels ronyons, on una falta de la mateixa es veu expressada en un defecte greu en la formació renal.
D'aquesta manera, la COX-2 està situada en regions de gran importància per a la funció renal, estant concentrades principalment a la regió medul·lar i en grau més baix, a la regió cortical. En major especificat, aquesta isoforma pot trobar-se en l'artèria renal, l'endoteli, les cèl·lules de múscul llis de les arterioles, els fibroblasts intersticials i els podòcitss en ronyons sans. A més d'això, la COX-2 pot trobar-se expressada en la gruixuda branca ascendent del bucle d'Hendel i en la màcula densa, la funció de la qual consisteix a mediar la interacció entre filtració glomerular i la reabsorció proximal.

#### Hipovolèmia
La hipovolèmia es caracteritza per expressar una disminució del volum sanguini principalment a conseqüència de la pèrdua excessiva d'aigua en el ronyó o bé, d'una hemorràgia. A deriva d'això, té lloc una disminució de la pressió arterial que podria derivar en un xoc hipovolèmic i la mort.
En un estat d'hipovolèmia es produeix un augment de la COX-2 a la regió cortical, mentre que al seu torn, una disminució de la seva expressió a la regió medul·lar que deriva en l'activació del sistema renina-angiotensina-aldosterona. Les cèl·lules juxtaglomerulars tenen per funció secretar l'hormona renina, la qual contribueix a la formació d'Ang.II, encarregada de la vasoconstricció de l'arteriola eferent, així com de la norepinefrina, la qual cosa provoca un augment de la pressió hidroestàtica intraglomerular. D'aquesta manera, l'administració d'antiinflamatoris no esteroidals de la COX-2 tant selectius com no selectius, prevenen l'alliberament de renina i, en conseqüència, el restabliment de la funció renal.

#### Hipotensió
La hipotensió implica una baixa de pressió efectiva de la filtració en els glomèruls, que pot desencadenar en un estat de malaltia renal crònica. En conseqüència, en aquesta mena de situacions, té lloc una amplificació de la funció de les prostaglandines vasoconstrictores i vasodilatadores compensatòries, totes dues procedents de la COX-2, amb l'objectiu de mantenir una adequada perfusió dels òrgans.
Aquesta acció dona lloc a una reabsorció de sodi i aigua que permet mantenir una homeòstasi renal per la TFG. Al seu torn, el tromboxà sintetitzat per la COX-1 provoca vasoconstricció. De manera que els antiinflamatoris no estoreoidals han de ser utilitzats amb molta precaució en tant que podrien actuar bloquejant els enzims COX-1 i COX-2 i, per tant, inhibint també el mecanisme descrit

#### La isquèmia renal o lesió per reperfusió
La patologia d'aquesta lesió es troba caracteritzada per la presència d'una resposta inflamatòria, així com estrès oxidatiu. En aquesta situació la COX-2 es troba altament expressada pel que presenta la possibilitat d'agreujar la inflamació. Així doncs, l'ús d'un AINE que inhibeix selectivament la COX-2, el parecobix, podria resultar benèfic enfront de la prevenció d'una lesió oxidativai, per tant, també per a la funció renal.

#### Hipertensió
Enfront d'un estat d'hipertensió, l'expressió de la COX-2 també augmenta. No obstant això, en cas de patir una hipotensió, aquest augment es veurà reflectit en els teixits medul·lars, amb l'objectiu d'assegurar que se suavitzin els efectes vasoconstrictors i hipertensinògens d'Ang.II, i en conseqüència, restablir la regulació de sodi i aigua, junt el manteniment del flux sanguini medul·lar. D'aquesta manera, l'ús de qualsevol AINE que agreugi la hipertensió ha de ser evitat en tant que el bloqueig de COX-2 per fàrmacs podria conduir a una retenció de sodi que exacerbaria el procés deleteri.

#### Fibrosi
Es troba caracteritzada per desenvolupar esclerosi glomerular i fibrosi intersticial, totes dues com a conseqüència de les etapes finals de nombroses malalties renals cròniques. Enfront d'aquesta situació, la COX-2 suposa una protecció contra les fibroses i l'elevada quantitat de la mateixa pot expressar-se com una dificultat en el desenvolupament de la condició.

#### Malaltia poliquística en els ronyons
En presència d'una malaltia renal poliquística (APKD), té lloc un trastorn renal autosòmic dominant, el qual acostuma a ser hereditari i estar caracteritzat pel continu creixement de quistos. En què, consegüentment, té lloc un augment de l'activitat de PGE2 i PGI2, responsables d'estimular la proliferació cel·lular així com la formació de quistos i secreció de líquid.
En un estudi realitzat en humans, mitjançant la recol·lecció de sang, va permetre veure com els pacients amb APKD presentaven alts nivells de COX, en comparació amb els respectius presentats pel grup saludable. Enfront d'aquests resultats, es va concloure que l'ús d'un inhibidor de la COX-2 té la capacitat de reduir la proliferació epitelial, alhora que promouen l'apoptosi d'aquests i disminueixen les síntesis de PGE2. Així doncs, la inhibició de la COX-1 o bé, de la COX-2, mitjançant l'ús de AINEs, poden induir a una reducció de la progressió de la malaltia.

#### Diabetis mellitus
Malaltia crònica que indueix a mal renal. En aquest context, s'ha donat a conèixer que la inducció de la COX-2 en els túbuls proximals pot implicar un possible augment de la producció de PGE2 així com l'excreció de proteïnes en ratolins diabètics. Així i tot, mitjançant estudis s'ha aconseguit demostrar que la producció de COX-2 així com la de PGE2 augmenta en aquells ratolins que pateixen de diabetis mellitus, cosa va conduir a l'ús d'inhibidors de la COX-2, amb capacitat d'atenuar diferents malalties renals.

#### Inflamació renal
L'expressió de la COX-2 augmenta de manera considerable front una inflamació del teixit renal. De manera que, quan aquesta resulta activada en processos patològics, té lloc la formació de citocines proinflamatòries i espècies reactives d'oxigen, totes dues amb un paper crític en la fisiopatologia renal. Mentre que al seu torn, hi ha una retroalimentació positiva a través de les vies de senyalització que comporten una inducció del desenvolupament i progressió de la malaltia.

### Ciclooxigenasa en l'artritis
Les COX tenen un paper fonamental a l'artritis, que pot manifestar-se en diverses formes, sent l'artritis reumatoide i l'osteoartritis dues de les més comunes. En particular la COX-2, està implicada en el procés inflamatori i la producció de prostaglandines (conversió d'àcid araquidònic a prostaglandines proinflamatòries), les quals actuen com a mediadors químics responsables de la inflamació i el dolor a les articulacions artrítiques. Les prostaglandines generades per l'acció de la COX-2 sensibilitzen les terminacions nervioses a les articulacions, cosa que augmenta la percepció del dolor en els pacients amb artritis.
A l'osteoartritis, la COX-2 i les prostaglandines també poden contribuir a la degradació del cartílag articular i al deteriorament de les articulacions els quals resulten accelerats en presència d'inflamació crònica o una producció excessiva d'enzims degradants. En conseqüència, té lloc una erosió de les superfícies aritculars.
L'ús actual d'antiinflmatoris no esteroidals específics per a la COX-2 permeten un bloqueig de la seva acció amb una conseqüent reducció de la producció de prostaglandines i alleugeriment dels símptomes de l'artritis.